# Manteo
La ville de Manteo (en anglais [ˈmæniːoʊ] ou [ˈmæntiːoʊ]) est le siège du comté de Dare, situé dans l’État de Caroline du Nord, aux États-Unis. Plus précisément, elle est localisée sur l'île de Roanoke, qui fait partie des Outer Banks. Sa population s’élevait à 1 434 habitants lors du recensement de 2010, estimée à 1 407 habitants en 2016.

## Démographie
| 1940 | 1950 | 1960 | 1970 | 1980 | 1990 |
| ---- | ---- | ---- | ---- | ---- | ---- |
| 571  | 635  | 587  | 547  | 902  | 991  |

| 2000  | 2010  | - | - | - | - |
| ----- | ----- | - | - | - | - |
| 1 052 | 1 434 | - | - | - | - |

## Source
- (en) Cet article est partiellement ou en totalité issu de l’article de Wikipédia en anglais intitulé « Manteo, North Carolina » (voir la liste des auteurs).